# Onogastris pardalina
Onogastris pardalina är en insektsart som beskrevs av Ludwig Redtenbacher 1906. Onogastris pardalina ingår i släktet Onogastris och familjen Bacillidae. Inga underarter finns listade i Catalogue of Life.